# Aksaray (település)
Aksaray Törökország Aksaray tartományának központja, 2008-ban lakossága 161 323 fő volt. A város Közép-Anatóliában, magas hegyekkel körülvéve található, a környék legmagasabb hegye a Hasandağı (3268 m). A tartomány szomszédos a Tuz-tóval. A város egykoron a selyemút mentén feküdt. A város és a tartomány gazdag történelmi látnivalókban, szeldzsuk és oszmán műemlékek mellett számos korai (5. – 11. századi) keresztény műemlék is megtekinthető.